# Christopher Lambert

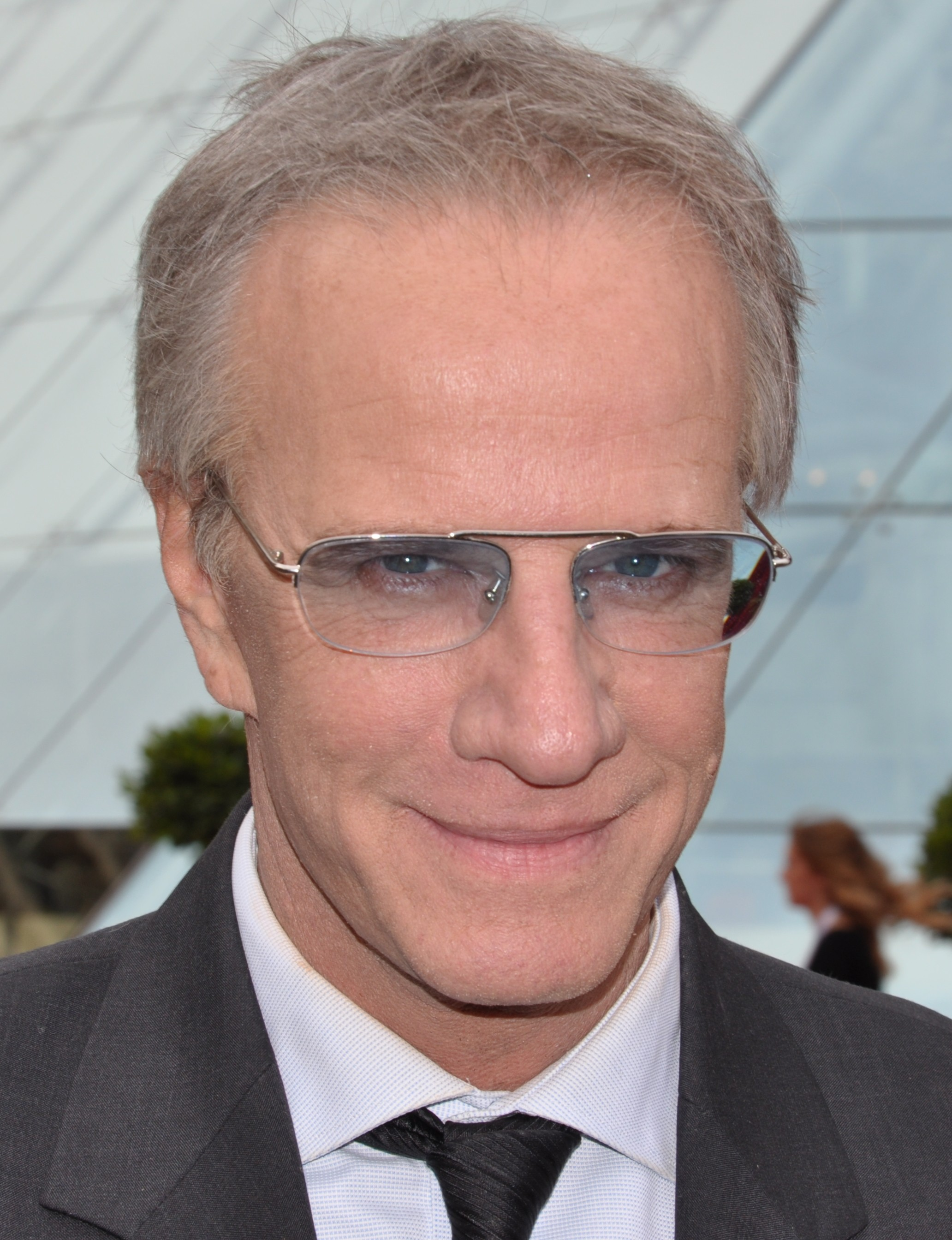
Christopher Lambert, 2013

Christopher Lambert (in französischen Filmen Christophe Lambert; * 29. März 1957 als Christophe Guy Denis Lambert in Manhasset, New York) ist ein französisch-US-amerikanischer Schauspieler. Er wurde ab 1984 mit Filmen wie Greystoke – Die Legende von Tarzan, Herr der Affen, Der Sizilianer, Der Priestermord oder Knight Moves – Ein mörderisches Spiel populär. Lambert ist César-Preisträger und hatte seine bekannteste Rolle 1986 als Highlander.

## Jugend und Ausbildung
Er wurde 1957 auf Long Island geboren. Sein Vater, ein französischer Finanzexperte, arbeitete einige Zeit für die Vereinten Nationen in New York. Seine ersten beiden Lebensjahre verbrachte Lambert in Great Neck im Bundesstaat New York, anschließend zogen seine Eltern nach Genf, wo er auch zur Schule ging.
Mit zwölf Jahren spielte Lambert seine erste Rolle am Schultheater. Obwohl er Schauspieler werden wollte, begann er seinen Eltern zuliebe zunächst eine Ausbildung an der Londoner Börse. Bereits nach sechs Monaten gab er die Stelle jedoch auf und leistete, dem Willen seines Vaters folgend, den französischen Militärdienst ab. Nachdem ihm der Vater seine Unterstützung für zwei Jahre zugesagt hatte, begann er am Konservatorium von Paris eine Schauspielausbildung.

## Schauspielkarriere
Lambert spielte in verschiedenen französischen Filmen unter dem Namen Christophe Lambert mit, bevor er 1984 von dem Regisseur Hugh Hudson die Titelrolle des John Clayton in der Hollywood-Produktion Greystoke – Die Legende von Tarzan, Herr der Affen erhielt. Für seine Rolle in Luc Bessons Film Subway wurde er 1985 als bester Schauspieler mit dem César ausgezeichnet. 1986 folgte mit dem Kultfilm Highlander – Es kann nur einen geben seine erfolgreichste Rolle. Für die Rolle des unsterblichen Connor MacLeod trainierte er 16 Wochen lang Schwertkampf. Da der stark kurzsichtige Lambert keine Kontaktlinsen tragen kann, mussten zusätzliche Übungsstunden angesetzt werden, damit die Dreharbeiten möglichst unfallfrei verliefen. Lambert spielte die Rolle auch in drei Fortsetzungen des Films.
Es folgten weitere erfolgreiche Filme wie Der Sizilianer (1987) und Der Priestermord (1988) sowie der Thriller Knight Moves – Ein mörderisches Spiel im Jahr 1992. Für das ZDF drehte er 2009 neben Mario Adorf und Veronica Ferres in Neuseeland den Zweiteiler Das Geheimnis der Wale, einen Film, der die Lärmverschmutzung der Weltmeere und ihre Folgen für die Meeresfauna thematisiert.
Nach dem Tod von Ulrich Gressieker, Lamberts erster deutschen Synchronstimme (Highlander), wird er überwiegend von Thomas Danneberg und Joachim Tennstedt synchronisiert.

## Privatleben

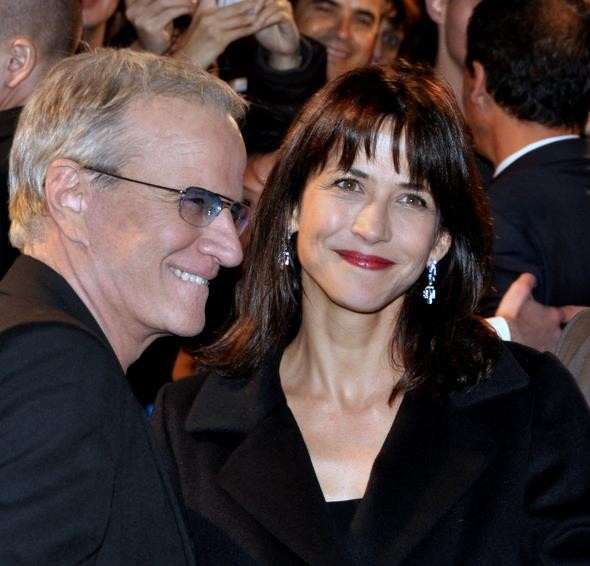
Christopher Lambert mit Sophie Marceau, 2012

Von 1988 bis 1994 war Lambert mit der Schauspielerin Diane Lane verheiratet, mit der er eine Tochter (* 1993) hat. Im Februar 1999 heiratete er seine Schauspielkollegin Jaimyse Haft. Von 2007 bis 2014 war Lambert mit der Schauspielerin Sophie Marceau liiert.
Neben der Schauspielerei betreibt Lambert zusammen mit dem Sommelier Eric Beaumard ein Weingut, auf dem er seinen eigenen Wein unter dem Label Les Garrigues de Beaumard-Lambert produziert. Er ist zudem Mitbesitzer des Restaurants Gitana in Buenos Aires.

## Filmografie (Auswahl)

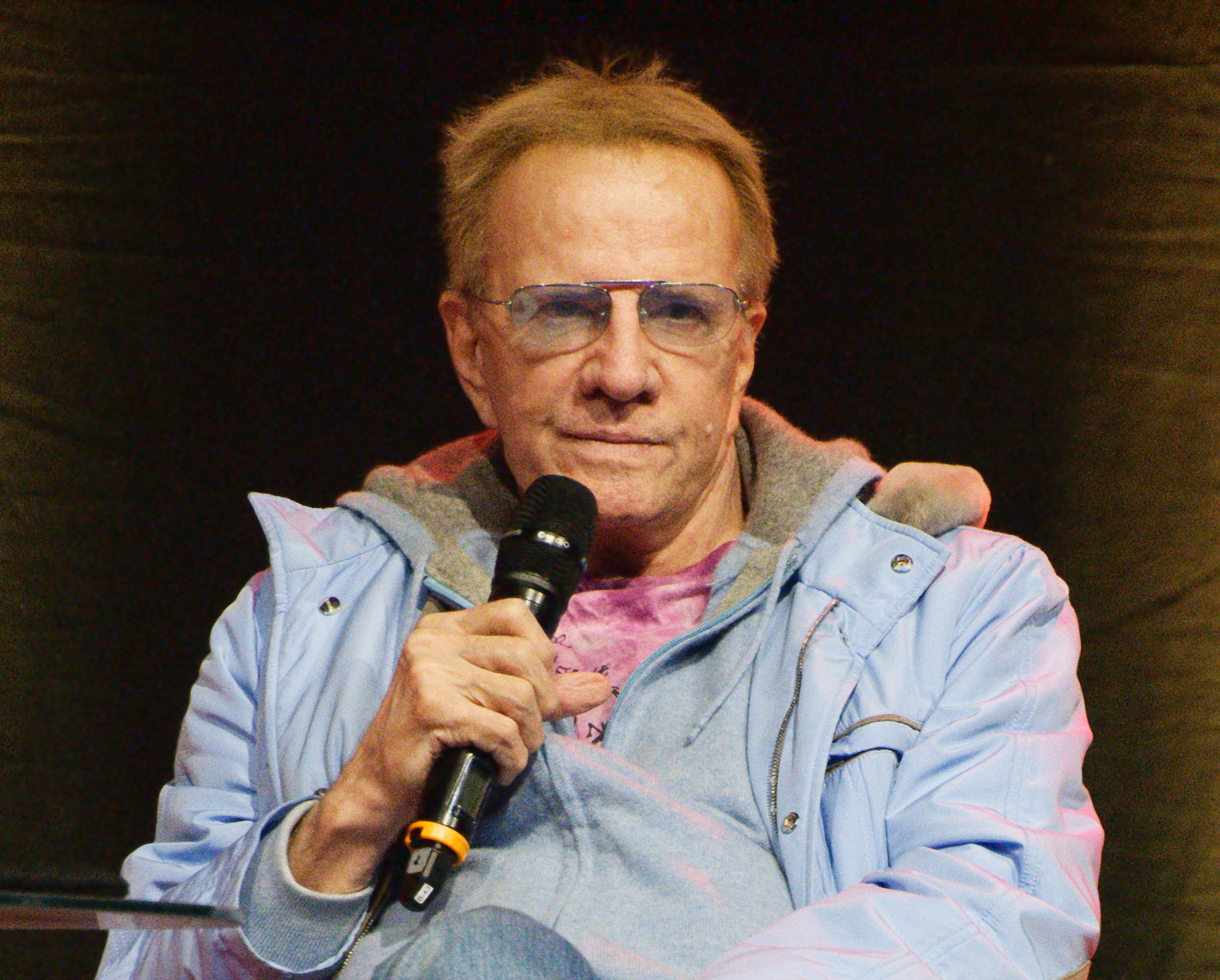
Christopher Lambert, 2023

- 1980: The Mad Mustangs (Le Bar du téléphone)
- 1980: Une sale affaire
- 1981: Asphalte
- 1982: La Dame de cœur
- 1982: Légitime violence
- 1984: Greystoke – Die Legende von Tarzan, Herr der Affen (Greystoke)
- 1984: Duett zu dritt (Paroles et musique)
- 1985: Subway
- 1986: I Love You
- 1986: Highlander – Es kann nur einen geben (Highlander)
- 1987: Der Sizilianer (The Sicilian)
- 1988: Der Priestermord (To Kill a Priest)
- 1989: Liebestraum (Priceless Beauty)
- 1990: Why me? – Warum gerade ich? (Why Me?)
- 1991: Highlander II – Die Rückkehr (Highlander II: The Quickening)
- 1992: Max & Jeremie (Max et Jeremie)
- 1992: Highlander (Fernsehserie, Pilotfolge)
- 1992: Knight Moves – Ein mörderisches Spiel (Knight Moves)
- 1993: Fortress – Die Festung (Fortress)
- 1994: Roadflower (The Road Killers)
- 1994: Gunmen
- 1994: Highlander III – Die Legende (Highlander III: The Sorcerer)
- 1995: The Hunted – Der Gejagte (The Hunted)
- 1995: Mortal Kombat
- 1996: Tashunga – Gnadenlose Verfolgung (North Star)
- 1996: Ultimate Chase – Die letzte Jagd (Adrenalin)
- 1996: Nirvana
- 1996: Frank – Was sie schon immer über Heiratsschwindel wissen wollten (Arlette)
- 1996: Herkules & Sherlock (Hércule et Sherlock)
- 1997: Mean Guns – Knast ohne Gnade (Mean Guns)
- 1999: Beowulf
- 1999: Gideon
- 1999: Resurrection – Die Auferstehung (Resurrection)
- 1999: Operation Splitsville – Club der coolen Kinder (Splitsville – How to Divorce Your Parents)
- 1999: Die Festung II: Die Rückkehr (Fortress 2: Re-Entry)
- 2000: Highlander: Endgame
- 2001: Vercingétorix – Kampf gegen Rom (Vercingétorix)
- 2001: The Point Men
- 2002: The Piano Player
- 2003: Absolon
- 2004: Im Spiegel des Bösen (À ton image)
- 2004: Janis et John
- 2006: Southland Tales
- 2006: Metamorphosis
- 2006: Tage der Finsternis – Day of Wrath (Day of Wrath)
- 2007: Zimmer 401 – Rückkehr aus der Vergangenheit (La Disparue de Deauville)
- 2009: White Material – Land in Aufruhr (White Material)
- 2009: Cartagena (L’Homme de chevet)
- 2010: Das Geheimnis der Wale (TV-Zweiteiler)
- 2012: Ghost Rider: Spirit of Vengeance
- 2012: Lucky Star – Mitten ins Herz (Ma bonne étoile)
- 2012–2013: Navy CIS: L.A. (Fernsehserie, 6 Folgen)
- 2015: 10 Days in a Madhouse – Undercover in der Psychiatrie
- 2016: Hail, Caesar!
- 2017: Call My Agent! (Dix pour cent, Fernsehserie, eine Folge)
- 2018: Kickboxer: Die Abrechnung (Kickboxer: Retaliation)
- 2018: Die Geiselnahme (Bel Canto)
- 2018: Sobibor
- 2019: The Blacklist (Fernsehserie, 4 Folgen)

## Auszeichnungen
- 1986: César in der Kategorie Bester Hauptdarsteller für Subway
- 2001: DIVA-Award